# 薛東海
薛東海（1529年—？），字汝觀，山西太原府石州（今离石县）人，民籍，明朝政治人物。

## 生平
嘉靖二十八年（1549年）己酉科山西鄉試第四十六名舉人。嘉靖四十一年（1562年）中式壬戌科會試第十八名，三甲第三十九名進士。

## 家族
曾祖薛章，義官；祖父薛玹，典膳；父薛近朝，母溫氏。具慶下。弟東周、東魯、東吳。